# フランクリン・ウォートン
フランクリン・ウォートン（Franklin Wharton、1767年7月23日 - 1818年9月1日）は、アメリカ合衆国の海兵隊軍人。最終階級は中佐。第3代海兵隊総司令官を務めた。

## 生涯

### 誕生
ウォートンは、1767年7月23日、ペンシルベニア州のフィラデルフィアで生まれた。 

### 軍歴
1798年8月、大尉としてアメリカ海兵隊に入隊した。
入隊後、一時的にフィラデルフィアで地上勤務に就いていたものの、海兵隊総司令官に任命されるまでのほとんどの期間を艦船乗り組みの海兵隊員として過ごしている。
1804年3月7日、36歳で中佐に昇進し、ウィリアム・バローズの後任として海兵隊総司令官に任命され、1801年に海兵隊の司令部として建設された現在のMarine Barracksを任命時から使用する最初の海兵隊総司令官となった。
1811年には、インディアンの反乱の鎮圧のため、アメリカ海兵隊をジョージアとフロリダへ派遣し、米英戦争では派遣したアメリカ海兵隊が、エリー湖の戦いにおいてオリバー・ハザード・ペリーの指揮下で戦っている。
1818年9月1日、ニューヨークのMarine Barracksの海兵隊総司令官執務室で急死した。
ウォートンが在職中に死亡したため、1819年3月3日にアンソニー・ゲールが正式に後任の海兵隊総司令官に任命されるまでの間、アーチボルド・ヘンダーソンが職務代理を務めている。